# 哈瓦那国际书展

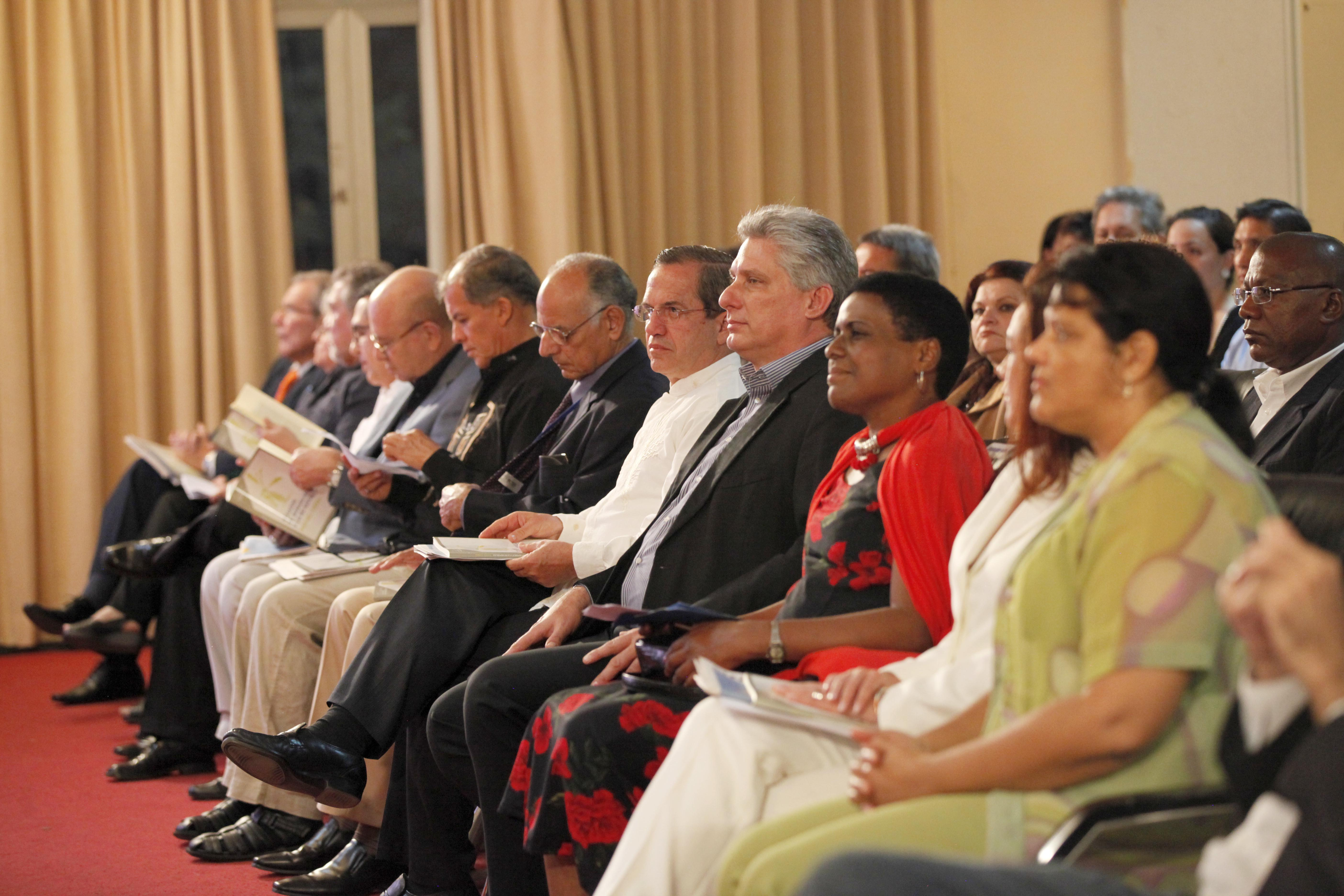
哈瓦那国际书展

哈瓦那国际书展（西班牙語：Feria Internacional del Libro de La Habana）是古巴一年一度的公眾假日，旨在推广古巴政府批准的书籍和作品，时间通常在2月—3月。书展在哈瓦那的圣卡洛斯·德·拉·卡瓦尼亚要塞（这是一座修建于18世纪的西班牙风格建筑）开幕，随后扩展到首都东西两侧的各省以及许多市镇，最终在古巴东部城市圣地亚哥落下帷幕。1982年，书展首次举办。2000年以前，每两年举行一次，此后改为年度活动。该活动包含售书、诗歌朗诵、儿童活动、艺术展览以及晚间音乐会等内容，堪称古巴首屈一指的文化盛事，也是哈瓦那参与人数最多的活动。2009年，第18届国际书展吸引了约60万名访客。
古巴的高识字率是1959年古巴革命的伟大遗产之一。颁布成立古巴国家出版社的法令是革命后的首批措施之一。1961年，古巴发起全国扫盲运动。目前，根据联合国的数据，古巴的识字率是全球最高的。除公众外，古巴和其他国家的作家、出版商以及古巴政府认可的政治人士也会出席书展。超过100家出版社展示各自的书目，包括“美洲之家”出版社。每届书展都以某一特定的体裁、议题或作者为主题，并且会设立主宾国。2000年以来，每届书展都以古巴政府认可的古巴作家和知识分子为主题。